# استعاجة
الاستعاجة أو التعجُّج (بالإنجليزية: Eburnation)‏ هي عملية تنكسية للعظام تحدث عادة في مرضى الفصال أو في الكسور غير المجبرة. الاستعاجة هي تفاعل ينتج عنه عظام شبه عاجي يحدث عند موقع تآكل الغضروف. الفصال هو مرض تنكسي للمفاصل يتميز بفقد الجزء المركزي من الغضروف وتكوين معاوض لعظام طرفية (نابتات عظمية). وبمرور الوقت يتمزق الغضروف وينكشف العظم تحت الغضروف. وتعني كلمة الاستعاجة التصلب العظمي الذي يحدث في مناطق فقد الغضروف.
قد يعني المصطلح (بالإنجليزية: Eburnation)‏ التَّخْضِين وهي تحويل العظم إلى مادة شبيه بالعاج وبثقلها النوعي. وما ينتج عنه يُسمَّى خَضِن. أمَّا الخضين فهو مادة صلبة مركبة من مسحوق العظام والعاج يُصار إلى مزجها وتخثيرها وتجفيفها في أفران خاصة.